# Bellavista, Tamaulipas
Bellavista är en ort i Mexiko.   Den ligger i kommunen El Mante och delstaten Tamaulipas, i den centrala delen av landet, 400 km norr om huvudstaden Mexico City. Bellavista ligger 74 meter över havet och antalet invånare är 234.
Terrängen runt Bellavista är platt åt nordost, men åt sydväst är den kuperad. Runt Bellavista är det ganska tätbefolkat, med 65 invånare per kvadratkilometer. Närmaste större samhälle är Ciudad Mante, 12,0 km sydost om Bellavista. Omgivningarna runt Bellavista är en mosaik av jordbruksmark och naturlig växtlighet.